# Виньек
Винье́к (фр. Vignec, окс. Biec) — коммуна во Франции, находится в регионе Юг — Пиренеи. Департамент — Верхние Пиренеи. Входит в состав кантона Вьель-Ор. Округ коммуны — Баньер-де-Бигор.
Код INSEE коммуны — 65471.

## География
Коммуна расположена приблизительно в 690 км к югу от Парижа, в 130 км юго-западнее Тулузы, в 50 км к юго-востоку от Тарба.
Коммуна расположена в долине Ор. На востоке коммуны протекает река Нест-д’Ор.

## Климат
Климат умеренно-океанический с солнечной тёплой погодой и обильными осадками на протяжении практически всего года.

## Население
Население коммуны на 2010 год составляло 212 человек.
| 1962 | 1968 | 1975 | 1982 | 1990 | 1999 | 2010 |
| ---- | ---- | ---- | ---- | ---- | ---- | ---- |
| 121  | 115  | 100  | 130  | 135  | 189  | 212  |

## Администрация
| Период | Период | Фамилия          | Партия | Примечания |
| ------ | ------ | ---------------- | ------ | ---------- |
| 2001   | 2020   | Жан-Мишель Изоар |        |            |

## Экономика
В 2010 году среди 145 человек трудоспособного возраста (15-64 лет) 115 были экономически активными, 30 — неактивными (показатель активности — 79,3 %, в 1999 году было 80,5 %). Из 115 активных жителей работали 110 человек (67 мужчин и 43 женщины), безработных было 5 (1 мужчина и 4 женщины). Среди 30 неактивных 8 человек были учениками или студентами, 14 — пенсионерами, 8 были неактивными по другим причинам.

## Фотогалерея

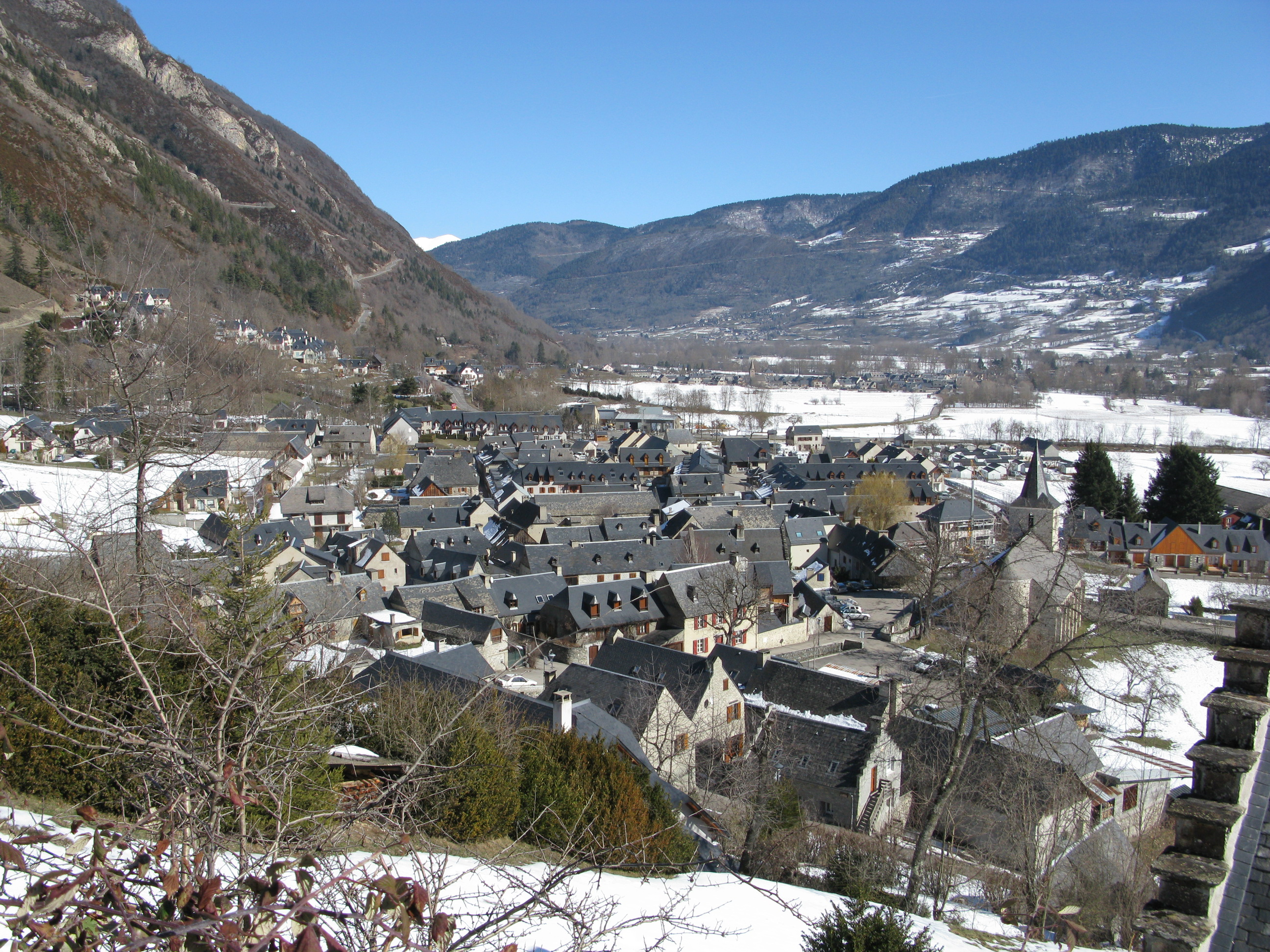
Виньек
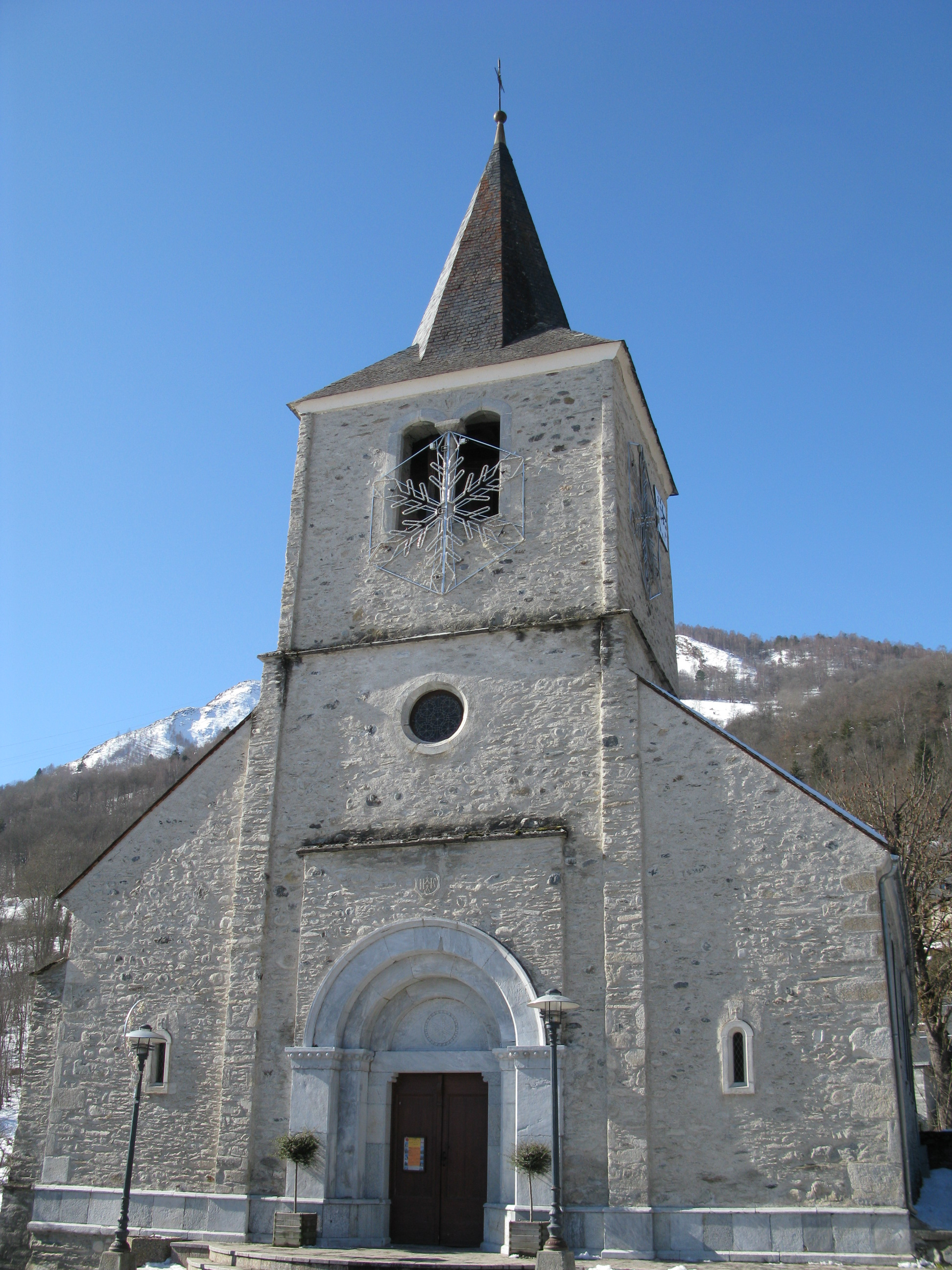
Церковь Св. Иакова
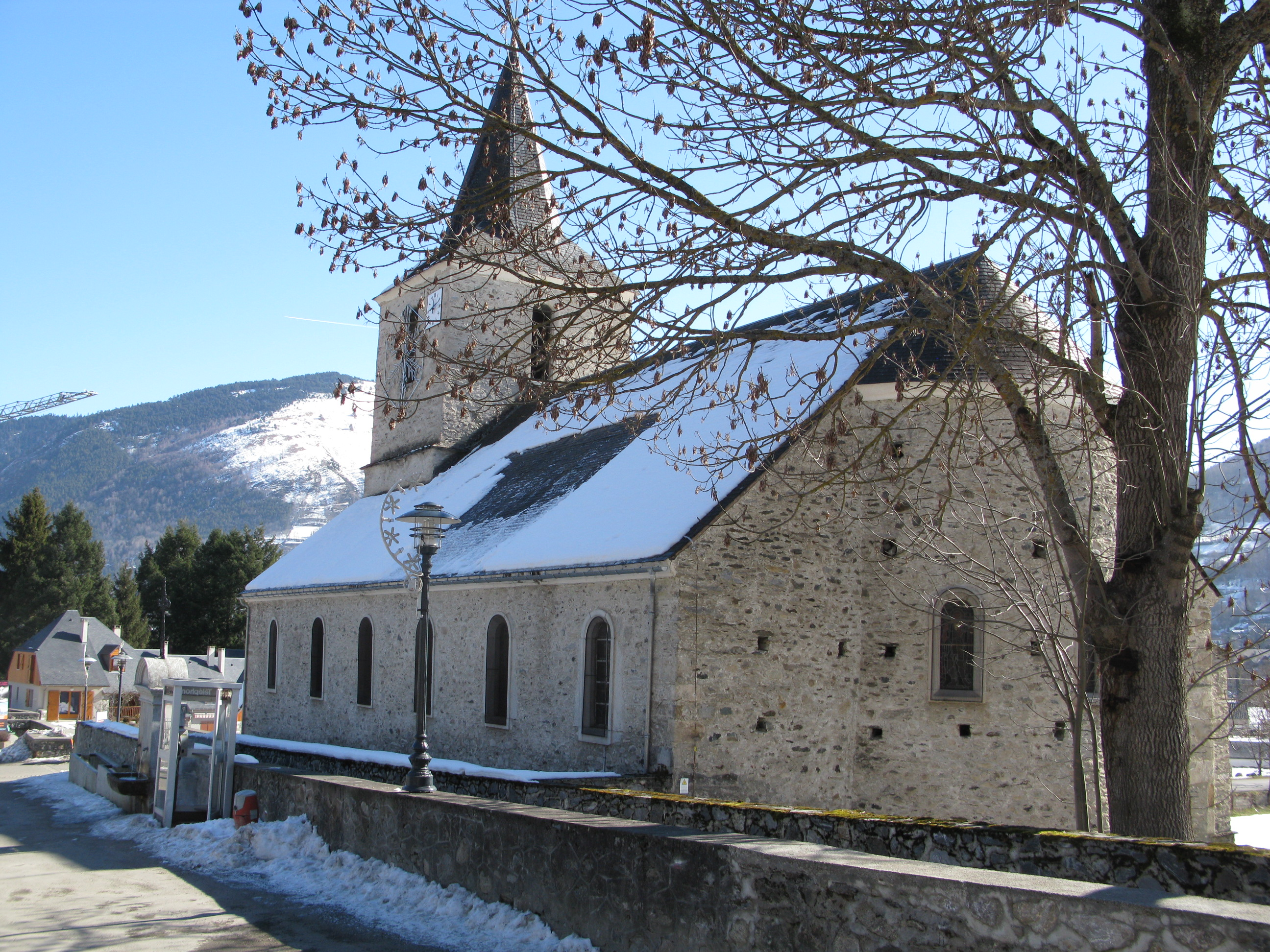
Церковь Св. Иакова
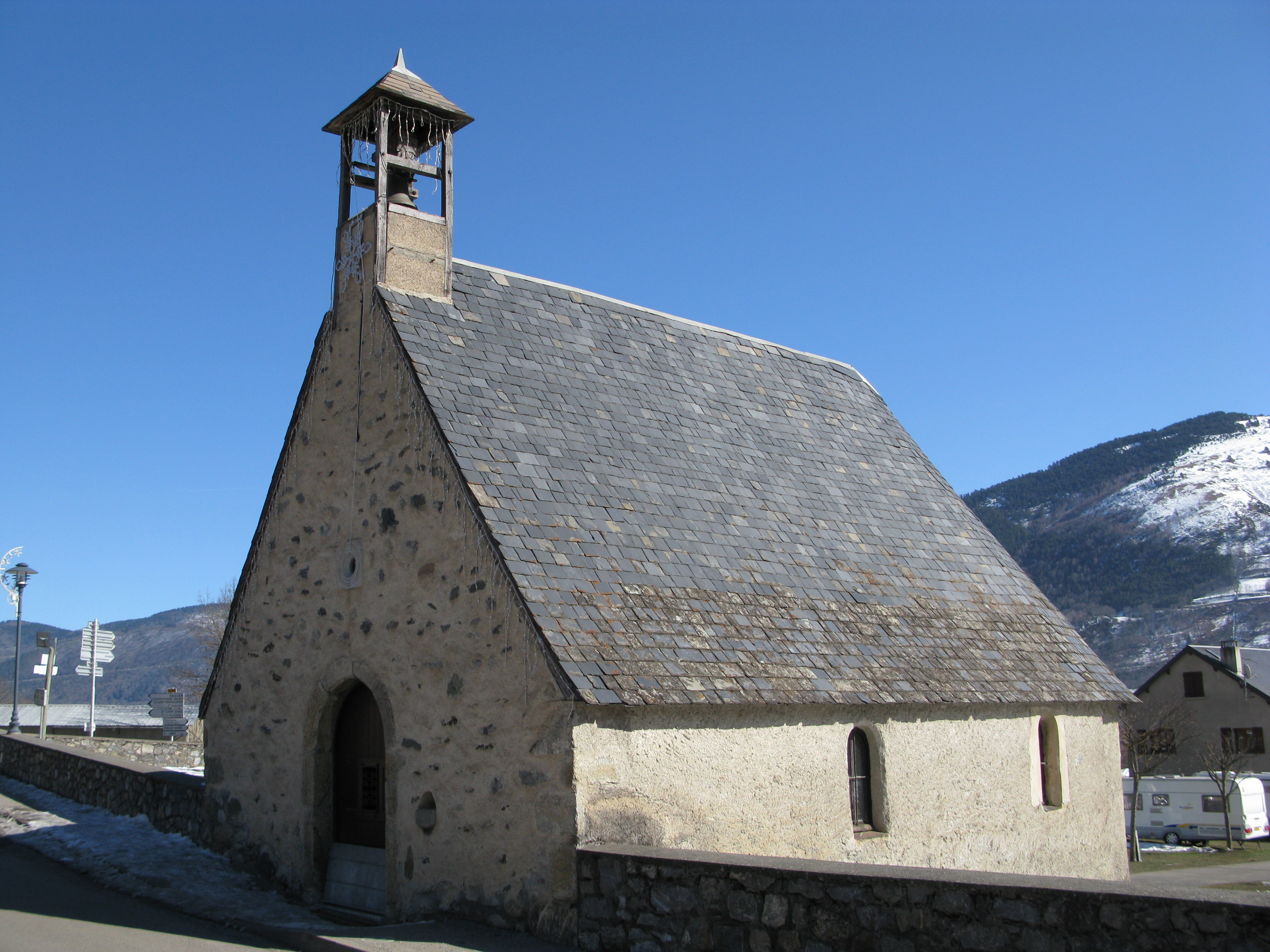
Часовня Св. Иакова
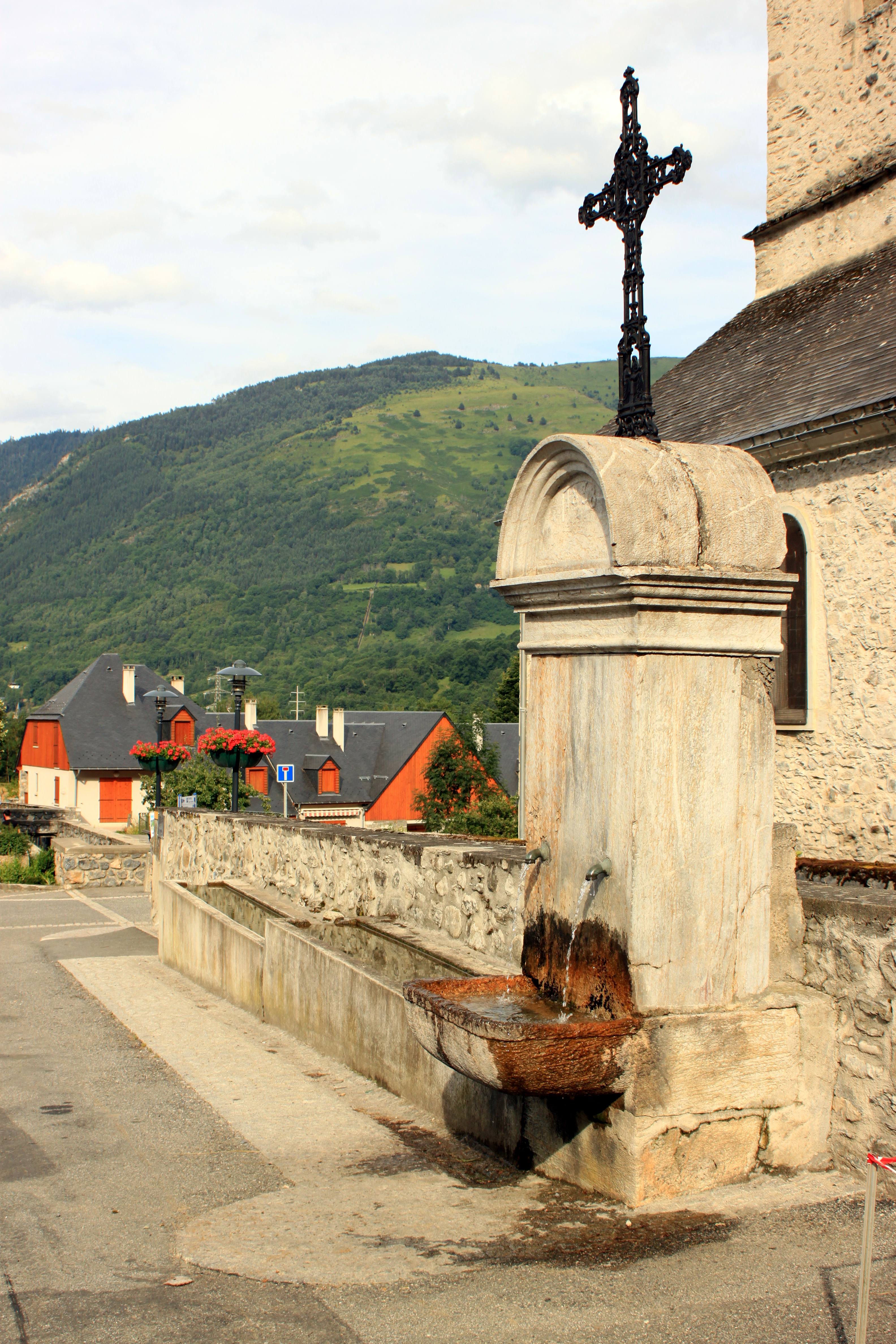
Фонтан-поилка
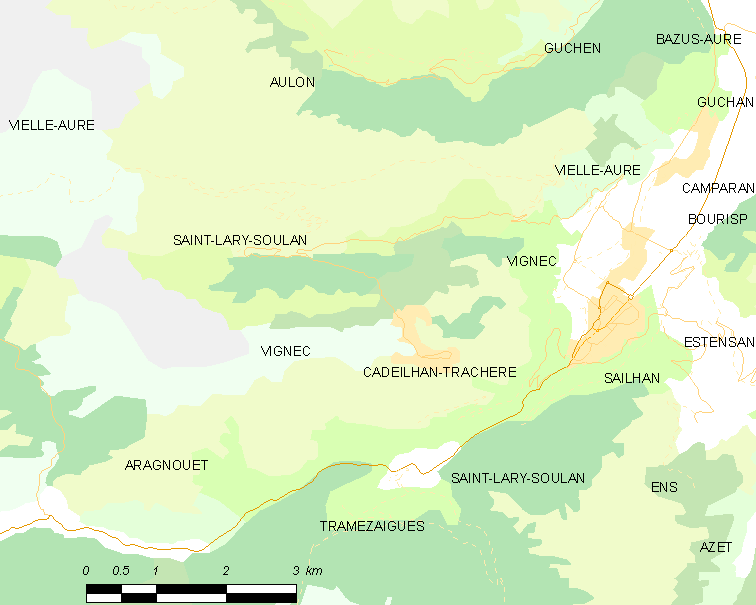
Карта коммуны